# Всі мої друзі мертві
Всі мої друзі мертві (пол. Wszyscy moi przyjaciele nie żyją) — польська чорна комедія режисера Яна Белцля, знята для платформи Netflix  у 2020 році.

## Сюжет
Вранці першого січня парочка поліцейських (немолодий інспектор та стажер) прибувають на місце злочину до заміського будинку, де у Новорічну ніч сталося масове вбивство. Копам залишається тільки гадати, що ж було на студентській вечірці, яка перетворилася на криваву бійню. Виявляється, виною всьому — низка безглуздих випадковостей та трагічно-комічних ситуацій.

## В ролях
| Актор               | Роль                                     |
| ------------------- | ---------------------------------------- |
| Міхал Мейер         | поліцейський-стажист Гжегож Домбровський |
| Адам Воронович      | Інспектор Квасьневський                  |
| Юлія Венява         | Анастасія                                |
| Нікодем Розбицький  | Павло                                    |
| Конрад Жигадло      | Данієль                                  |
| Адам Турчик         | «репер» Джордан                          |
| Войцех Лозовський   | ловелас Даріуш                           |
| Моніка Кживковська  | подруга Павла, Глорія                    |
| Матеуш Венцлавев    | фотограф Філіп                           |
| Катажина Хойнацька  | дівчина Даніеля Анджеліка                |
| Яссин Фадель        | француз Жак                              |
| Олександра Пісула   | сестра Даніеля Олівія                    |
| Каміль Піотровський | власник дому Марек                       |
| Адам Бобік          | довізник піци                            |